# カラス (魚)
カラス（学名：Takifugu chinensis）は、フグ目フグ科に属する魚類。別名はカラスフグ、ナメラフグなど。

## 分布
本州中部以南、黄海、東シナ海に分布する。

## 特徴
体長は50cm。トラフグに似ているが、しりびれは黒い。腹と背は小さな棘に覆われている。水深50 - 100mに生息する。

## 利用
カラスはトラフグ、ショウサイフグ、マフグに並ぶ、日本で最も食用とされているフグの一種である。トラフグと比べて味と値段は劣るものの、代用として料理に使用される。トラフグと同様に、肝臓と卵巣には強い毒をもつ。筋肉・皮膚・精巣は無毒。
トラフグとは異なり、養殖はほとんど行われていない。

## 保全状況評価
乱獲により個体数は減少傾向にある。過去40年で全世界の個体数が99.99%減少したと推定されている。九州西岸の漁獲量は、1969年は年間3600トンだったが、その後減少を続け、1999年には年間100トンにまで急落した。
2014年11月に国際自然保護連合のレッドリストにおいて絶滅危惧IA類に指定された。